# Neukirchen-Balbini
Neukirchen-Balbini est une commune de Bavière (Allemagne), située dans l'arrondissement de Schwandorf, dans le district du Haut-Palatinat.